# La figlia del mio capo
La figlia del mio capo (My Boss's Daughter) è un film del 2003 di David Zucker.

## Trama
Quando Tom viene invitato a casa del suo capo, pensa che sia un'ottima occasione per conoscere meglio sua figlia per la quale ha perso la testa. Ma le cose non vanno come sperato, infatti altri ospiti della casa intralceranno il suo piano di approccio.

## Critica e premi
- Razzie Awards
  - 2003: Nominato - Peggior attore protagonista (Ashton Kutcher)
  - 2003: Nominato - Peggior attrice non protagonista (Tara Reid)
  - 2003: Nominato - Peggior coppia (Ashton Kutcher, Brittany Murphy e Tara Reid; Ashton Kutcher con qualsiasi altra attrice)